# Vittorio Cadel
Vittorio Cadel (Fane, província de Pordenone, 1884 - Salònica, 1917) fou un escriptor i pintor friülès, mort en el front de Macedònia a la Primera Guerra Mundial.
Començà estudiant arts a l'escola Giovanni da Udine. Després estudià a l'Acadèmia de Venècia, i es graduà a Florència el 1908. Posteriorment marxà a Roma, on fou aviador militar. El 1908 va compondre el recull poètic de 80 pàgines en friulès Fueiz di leria (Fulles d'heura), que ben aviat fou traduït al francès i a l'anglès. També destacà com a pintor, i alguns quadres seus són exposats al Castell i al Museu d'Udine i a la parròquia de Fanna. Donà classes de pintura a Mòdena i a Torí.
Quan Itàlia entrà en la Primera Guerra Mundial fou enviat a Gorizia, on fou condecorat pel seu valor. D'ací fou enviat al front grec, i fou abatut sobre Macedònia el 29 d'abril de 1917.